# Atlantea
En la mitología griega, Atlantea es una de las esposas de Dánao. Es una hamadríade. Se la conoce como «la Corredora». 
Nadie sabe quiénes son sus padres, aunque una posibilidad es que sea hija del rey Yaso y Clímene. Era de consideración general que su padre, quienquiera que fuese, no la había querido, porque había deseado un hijo varón, y que por eso sus padres la habían abandonado en un bosque para que muriera. Algunos dicen que los osos la criaron y otros dicen que unos cazadores la encontraron y la criaron. Esta última explicación nos dice la razón por la que era tan talentosa en la caza y fuera del hogar.